# Claude Louis Hector de Villars
Claude Louis Hector de Villars, príncipe de Martigues, duque de Villars y vizconde de Melún (Moulins, 8 de mayo de 1653 - Turín, 17 de junio de 1734) fue el último gran general de Luis XIV de Francia y uno de los comandantes más brillantes de la historia militar francesa: fue uno de los seis Mariscales de Francia que se han promovido para Mariscal General de Francia.

## Biografía

### Primeros años de carrera militar
El duque de Villars nació en Moulins (Borbonés, Francia) en el seno de una familia aristócrata pero empobrecida. En 1671 ingresó en el ejército francés.
Se distinguió a los veinte años en el asedio de Maastricht en 1673, en el marco de la Guerra Franco-Holandesa, y tras la sangrienta batalla de Seneffe (1674) se le ascendió al grado de metre de camp (coronel) de un regimiento de caballería.
Su siguiente ascenso costaría más tiempo, a pesar de su nacimiento aristocrático y su excelente expediente militar bajo el mando del Vizconde de Turenne, El Gran Condé y el duque de Luxemburgo. La causa de esta dilación radica en la enemistad que se había creado entre él y François Michel Le Tellier de Louvois. Pero finalmente fue nombrado mariscal de campo en 1687.
En el intervalo entre la Guerra Franco-Holandesa y la formación de la Liga de Augsburgo el Duque de Villars combinó sus dotes como militar con sus habilidades como diplomático, de forma que fue escogido para una misión no oficial en la corte de Baviera, donde se convirtió en compañero constante de Maximiliano II Manuel de Baviera, príncipe elector de Baviera.
Volvió a Francia en 1690 y se le nombró comandante en jefe de la caballería francesa del ejército en Flandes, pero hacia el final de la Guerra de los Nueve Años partió hacia Viena como embajador.

### Guerra de Sucesión Española

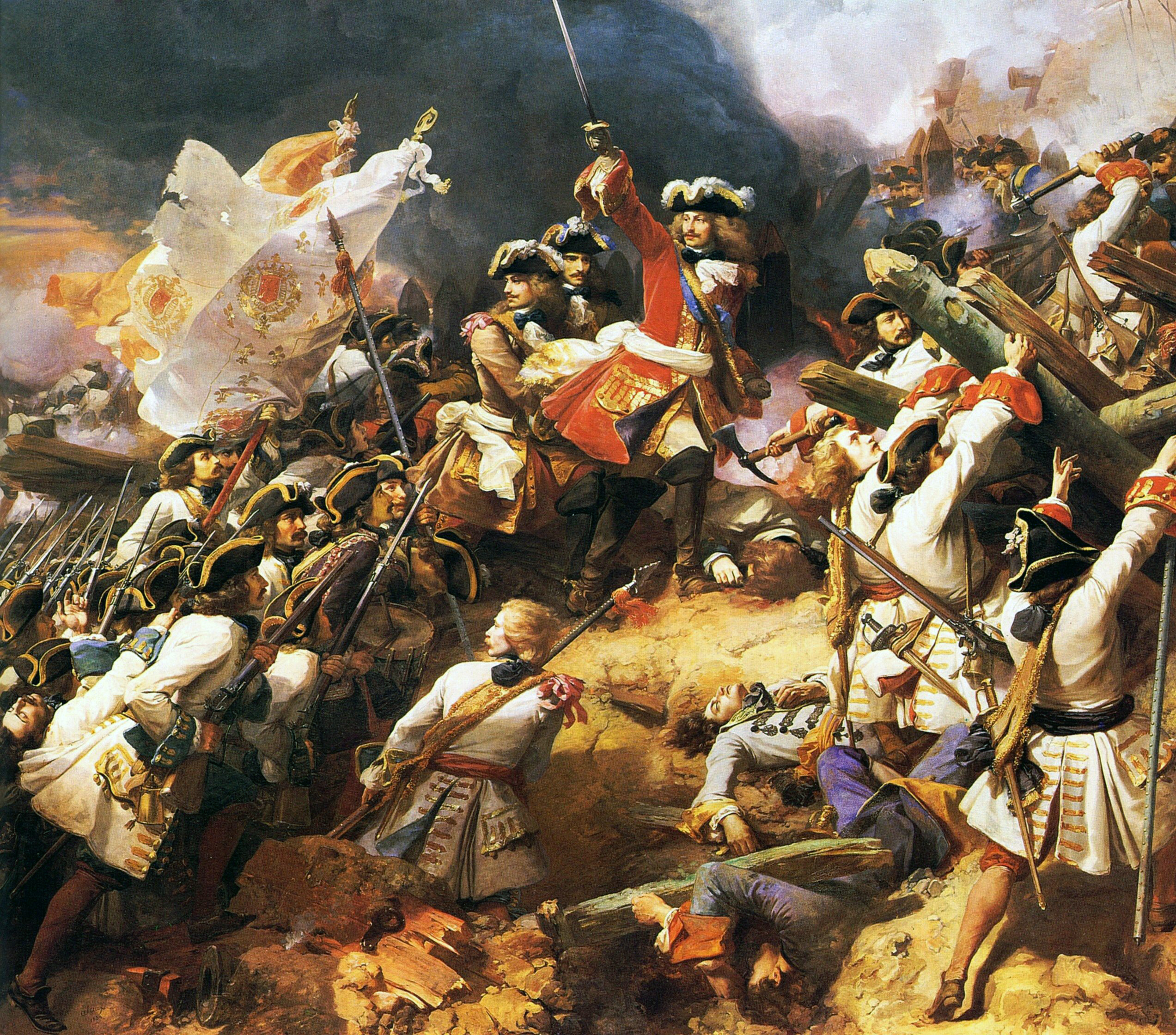
Villars victorioso en la batalla de Denain, por Jean Alaux.

En la Guerra de Sucesión Española comandó las tropas francesas en el frente continental, consiguiendo las más importantes victorias borbónicas en este frente: la batalla de Friedlingen (1702), la batalla de Höchstädt y la decisiva batalla de Denain (1712), que lo ha hecho inmortal. Liberó Menorca en 1706, derrotando a los austracistas en la batalla de Biniatap.
Las victorias conseguidas en Friedlingen y en Höchstädt son consideradas estériles, ya que las tropas francesas no pudieron explotar los éxitos conseguidos. A pesar de ello, por la victoria en Friedlingen recibió el mariscalado, y por la pacificación de la revuelta hugonote en Cevenas fue nombrado duque y caballero de la Orden del Espíritu Santo.
La gloria le llegó en 1709, cuando Francia se encontraba cerca del colapso militar y económico, y Luis XIV se vio obligado a negociar la paz con las potencias de la Gran alianza. Las exigencias de los aliados habían llevado al fracaso de las negociaciones y estos se propusieron derrotar definitivamente a la Francia de Luis XIV.
El duque de Villars fue nombrado comandante en jefe del principal ejército francés, con tal de enfrentarse al príncipe Eugenio de Saboya y al duque de Marlborough en el frente continental. Cuando comenzó la campaña el viejo mariscal Louis François de Boufflers (duque de Boufflers) se ofreció para servir bajo sus órdenes. Tras la terrible Batalla de Malplaquet, en la cual fue herido (bala de mosquete en la rodilla), dijo al rey de Francia que: «Si esto complace a Dios por tal de dar otra victoria a los enemigos de Su Majestad, se arruinarán».
Dos campañas más se sucedieron sin que llegase la batalla decisiva, pero finalmente, en 1711, el duque de Marlborough pudo flanquear a Villars en el asedio de Bouchain, dejando detrás las famosas líneas «ne Plus Ultra», razón por la cual parecía que la capacidad de defensa francesa se había derrumbado.
Pero el duque de Villars hizo un último esfuerzo y consiguió flanquear a las tropas de Eugenio de Saboya y derrotarlo definitivamente en la Batalla de Denain. Francia se había salvado de la derrota total y a pesar de que pequeñas acciones bélicas continuaron durante otro año en el Rin, las posiciones de fuerza para negociar la paz ya habían sido determinadas y en 1713 se firmaba el Tratado de Utrech.

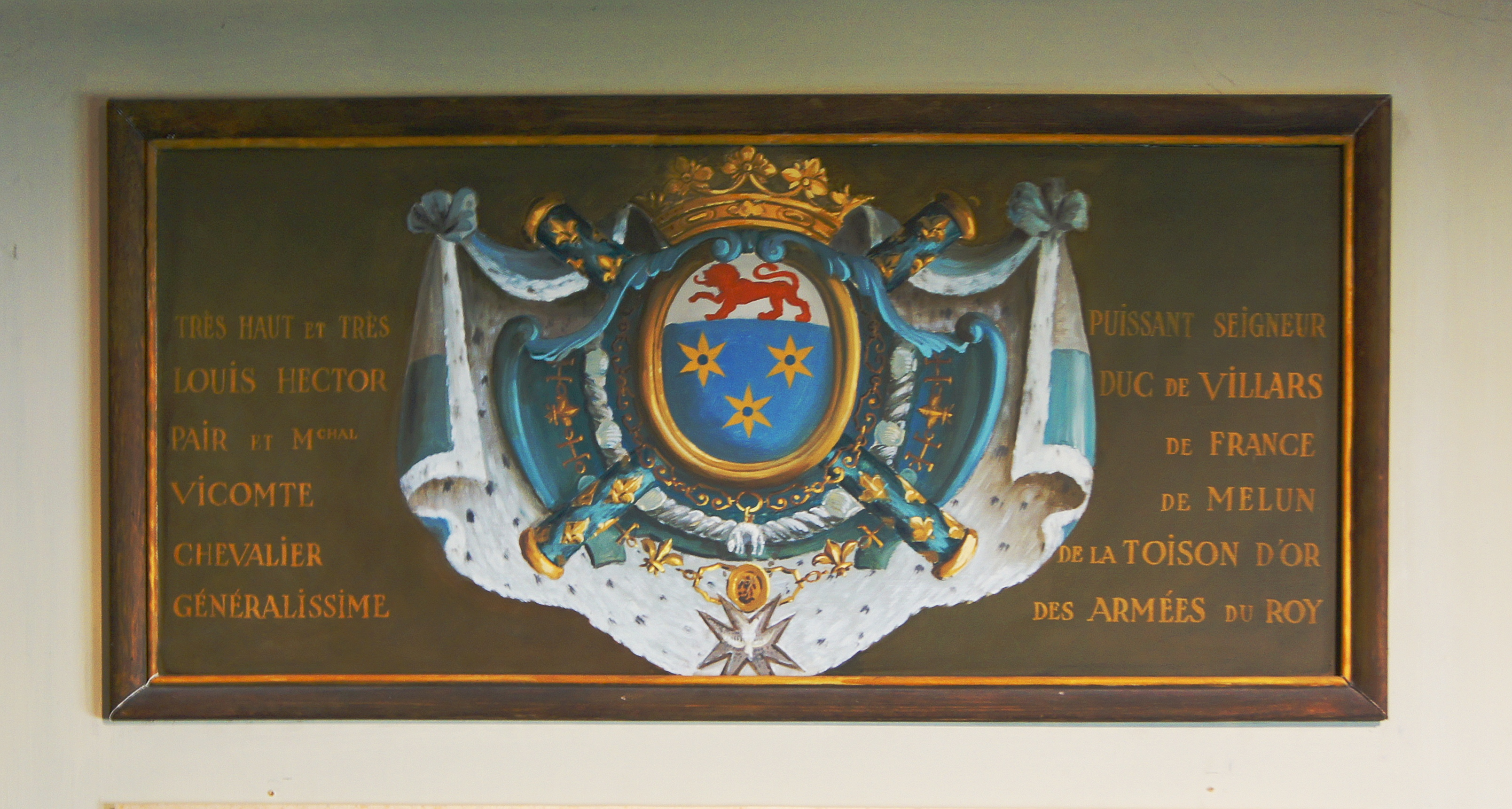
Armas del Duque de Villars en el castillo de Vaux-le-Vicomte.